# Periclimenes rathbunae
Periclimenes rathbunae är en kräftdjursart som beskrevs av Schmitt 1924. Periclimenes rathbunae ingår i släktet Periclimenes och familjen Palaemonidae. Inga underarter finns listade i Catalogue of Life.